# Lingjintan
Lingjintan (kinesiska: 凌津滩, 凌津滩乡) är en socken i Kina. Den ligger i provinsen Hunan, i den södra delen av landet, omkring 180 kilometer väster om provinshuvudstaden Changsha.
Genomsnittlig årsnederbörd är 1 918 millimeter. Den regnigaste månaden är maj, med i genomsnitt 316 mm nederbörd, och den torraste är december, med 44 mm nederbörd.